# Amenaça nuclear (pel·lícula de 1977)
Amenaça nuclear (títol original: Golden Rendezvous) és una pel·lícula de thriller d'acció sud-africana de 1977 dirigida per Ashley Lazarus i protagonitzada per Richard Harris, Ann Turkel i David Janssen. Es va basar en la novel·la de 1962 The Golden Rendezvous d'Alistair MacLean. Està doblada al català.

## Argument
El Caribbean Star, un vaixell de càrrega que serveix com a casino flotant, és segrestat per terroristes liderats per Luis Carreras. Aquest instal·la una bomba atòmica, mantenint els passatgers i la bomba com a ostatges, amb l'esperança de canviar-los pels lingots d'or d'un vaixell del tresor dels Estats Units. No obstant això, el primer oficial John Carter, Susan Beresford i el doctor Marston uneixen forces per frustrar el pla.

## Repartiment
- Richard Harris – John Carter
- Ann Turkel – Susan Beresford
- David Janssen – Charles Conway
- Burgess Meredith – Van Heurden
- Gordon Jackson – Dr. Marston
- John Vernon – Luis Carreras
- Dorothy Malone – Mrs. Skinner
- Leigh Lawson – Tony Cerdan
- John Carradine – Fairweather
- Robert Flemyng – Capt. Bullen
- Keith Baxter – Preston
- Robert Beatty – Dr. Taubman
- Chris Chittell – Rogers
- Michael Howard – Benson
- Ian Yule – McCloskey
- Larry Taylor – Atacant

## Desenvolupament
La novel·la es va publicar originalment l'any 1962. Els drets cinematogràfics es van comprar gairebé immediatament. Laurence Harvey va anunciar que protagonitzaria i produiria juntament amb Daniel Angel. "Crec que és fàcilment tan emocionant com Els canons de Navarone ", va dir Harvey.
No obstant això, la pel·lícula no es va fer fins al 1977. Protagonitzava Richard Harris i Ann Turkel, que aleshores estaven casats, i que acabaven d'aparèixer junts a El pas de Cassandra' . Harris va elogiar a Turkel per animar-lo a reduir el consum d'alcohol. "Ara la meva creativitat torna a fluir", va dir. "Ara enmig de la nit m'he d'aixecar de sobte i escriure. No acabaré com [Dylan] Thomas, sol i incomprès".

### Diferències amb la novel·la
La trama bàsica de la pel·lícula segueix la del llibre durant gairebé tota la història amb només unes poques diferències; per exemple, al llibre el capità Bullen és ferit per trets durant la presa del 'Campari' (Caribbean Star), mentre que a la pel·lícula, Bullen és mort a trets. Com que el personatge del llibre va passar la resta de la història incapacitat, la trama va continuar de la mateixa manera sense ell. De la mateixa manera, el personatge del Dr. Taubman posseïa una dona que estava absent de la novel·la, igual que el personatge de David Janssen de Charles Conway i el personatge de Burgess Meredith Van Heurden. Tanmateix, es va escriure un final diferent per a la pel·lícula per tal d'augmentar la tensió argumental i crear quelcom molt més dramàtic i espectacular. Els darrers quinze minuts del guió van portar a una conclusió que s'assemblava poc a la trama del llibre.
Potser a causa d'aquesta desviació de la història original i de qualsevol desacord resultant després de la seva estrena, la pel·lícula va passar a anomenar-se "Terror nuclear".

### Producció
La pel·lícula es va rodar a Sud-àfrica, i va ser iniciada per Freddie Francis però completada per Ashley Lazarus.
La pel·lícula va superar el pressupost d'1,5 milions de dòlars. Això es va culpar a Richard Harris que, segons es va suposar, va interrompre la producció amb la seva beguda i reescriptura del guió. El productor Euan Lloyd va descobrir més tard que això no era del tot cert; tanmateix, li va dificultar el repartiment de Harris a la seva següent pel·lícula, The Wild Geese.
Harris va admetre haver reescrit el guió, però diu que va ser convidat a fer-ho. "Vaig treballar 20 hores al dia, 7 dies a la setmana, ajudant-los a treure'ls d'un forat. I al final em van clavar per això. Pitjor: em vaig trobar sense assegurança. Fins i tot després que la pel·lícula es va estrenar a Europa, encara ho vaig fer" No em rendeixo. Vaig dir: "Deixa'm prendre 10 minuts i tornar a posar algunes coses i et prometo que funcionarà". Però no els interessava i així ens quedem amb un altre fracàs de Harris".

## Estrena
Després de l'estrena europea, es va rodar un pròleg de sis minuts per fer més explicable l'argument.
La pel·lícula va tenir un mal rendiment a la taquilla.
The Guardian va qualificar la pel·lícula de "res més que escòria".
La pel·lícula va ser reeditada i distribuïda com a pel·lícula de televisió a les xarxes nord-americanes amb el títol de Nuclear Terror. Per reduir la durada de la pel·lícula als 95-100 minuts necessaris, es va tallar la major part de la seqüència del pretítol.